# La Fille d'alliance de Montaigne, Marie de Gournay
La Fille d'alliance de Montaigne, Marie de Gournay est le titre d'un essai de 148 pages écrit par Mario Schiff (1868-1915), alors chargé de cours à la Faculté des Lettres de l'université de Florence, publié à Paris par la Librairie Honoré Champion en 1910. Il est consacré à la biographie de Marie de Gournay.
Il est suivi de L'Égalité des hommes et des Femmes (1622) et du Grief des Dames (1626) par Marie de Gournay avec des variantes, notes, appendices et un portrait.

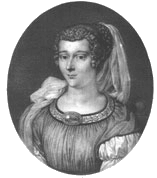
Marie de Gournay, lithographie du XIXe siècle réalisée à partir d'un dessin de Nicolas Henri Jacob[2]  (1782-1871) conservé à la bibliothèque de Bordeaux.
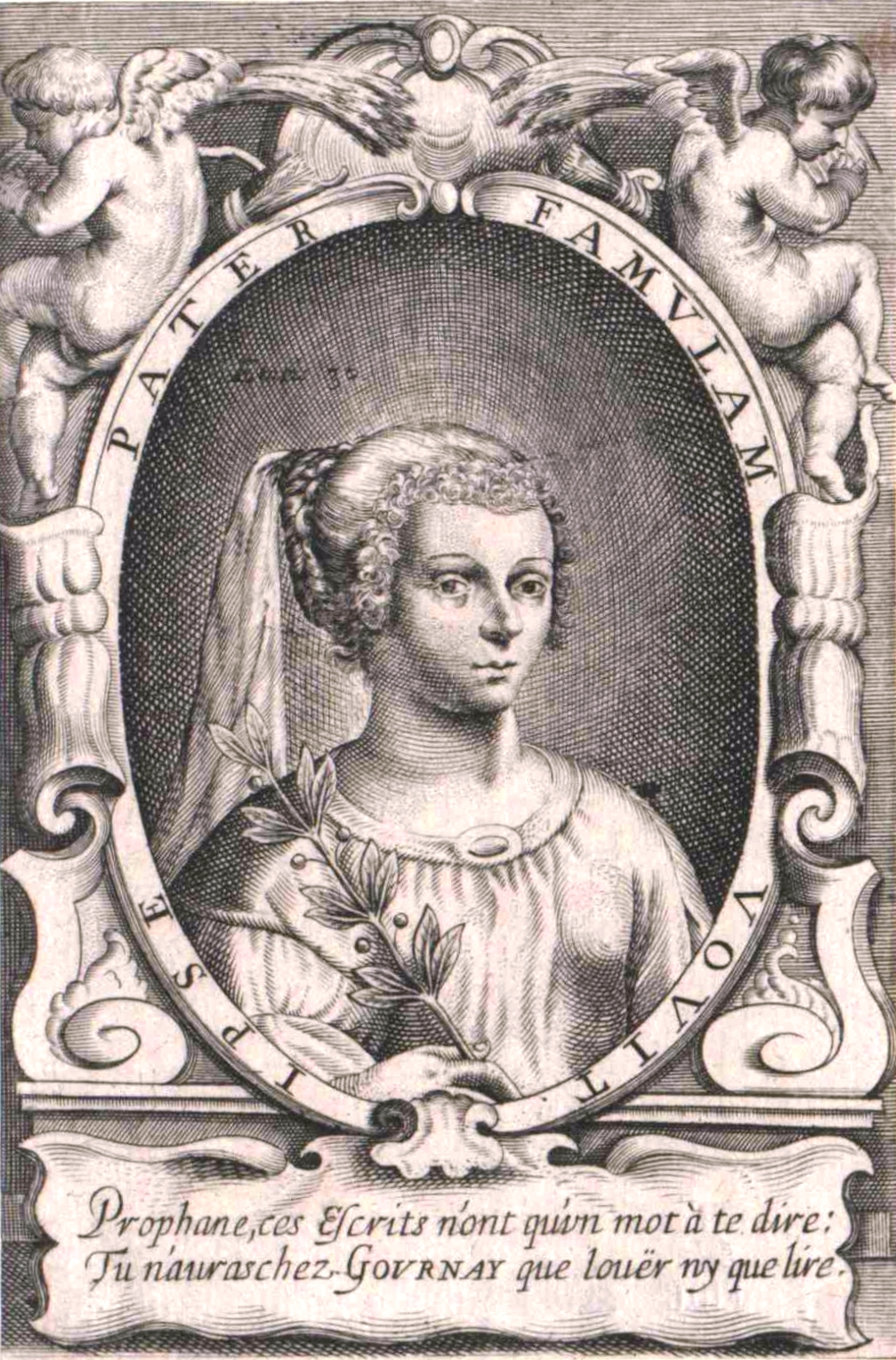
Marie de Gournay, « reproduction du portrait mis par elle en tête de l’édition des « Advis ou Presens » de 1641 », reproduit dans l'édition de 1910 de La fille d'alliance de Montaigne par Mario Schiff. En cartouche : « Prophane, ces escrits n'ont qu'un mot à te dire: Tu n'auras chez GOURNAY que louër ny que lire. »
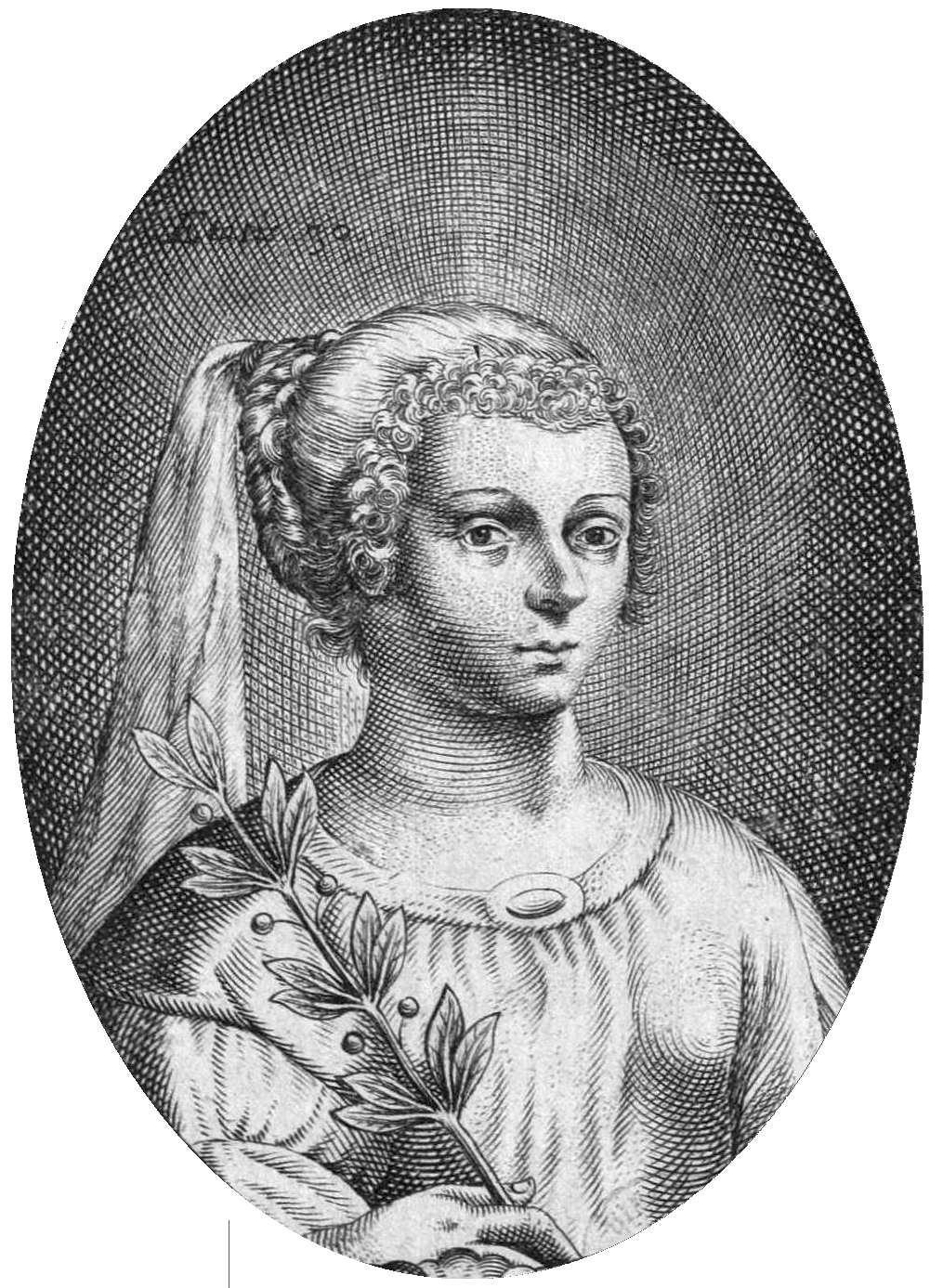
Marie de Gournay, gravure en tête de l'édition des « Advis ou Presens » de 1641 (détail).
- La Fille d'alliance de Montaigne, Marie de Gournay par Mario Schiff, Librairie Honoré Champion, Paris, 1910 (version numérisée).